# Безмилостни хора
„Безмилостни хора“ (на английски: Ruthless People) е американска черна комедия от 1986 г. на режисьорите Джим Ейбрахамс, Дейвид и Джери Зукър, по сценарий на Дейл Лаунър и участват Дани Де Вито, Джъдж Райнхолд, Хелън Слейтър, Бет Мидлър, Анита Морис и Бил Пулмън в поддържаща роля в неговия филмов дебют.